# Sainte-Geneviève-des-Bois (Loiret)
Pour les articles homonymes, voir Sainte-Geneviève-des-Bois.
Sainte-Geneviève-des-Bois est une commune française, située dans le département du Loiret en région Centre-Val de Loire.
Elle est l'homonyme de la commune de Sainte-Geneviève-des-Bois dans l'Essonne, ville située à moins de 100 kilomètres plus au nord.

## Géographie

### Localisation et communes limitrophes

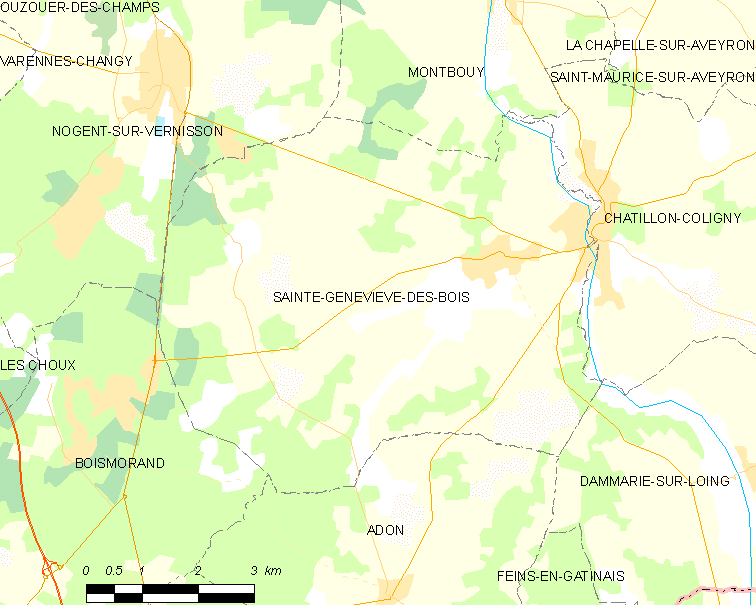
Carte de la commune de Sainte-Geneviève-des-Bois (Loiret) et des communes limitrophes.

La commune de Sainte-Geneviève-des-Bois se trouve à l'extrême-est du département du Loiret, dans la région agricole de la Puisaye. À vol d'oiseau, elle se situe à 68,7 km  d'Orléans, préfecture du département, à 20,7 km de Montargis, sous-préfecture, et à 2,0 km de Châtillon-Coligny, ancien chef-lieu du canton dont dépendait la commune avant mars 2015. La commune fait partie du bassin de vie de Châtillon-Coligny.
Les communes les plus proches sont : Châtillon-Coligny (2 km), Montbouy (4,8 km), Dammarie-sur-Loing (6 km), La Chapelle-sur-Aveyron (6,2 km), Adon (6,3 km), Nogent-sur-Vernisson (6,6 km), Feins-en-Gâtinais (8,2 km), Boismorand (8,3 km), Pressigny-les-Pins (8,7 km) et Saint-Maurice-sur-Aveyron (8,7 km).

### Lieux-dits et écarts
Les lieux-dits suivis d'une astérisque sont situés à l'écart de la route indiquée.
A
- Les Aulnois*,           Rte de Nogent - Adon (D 835)

B
- Le Béchereau*,          Rue des Champeaux
- Château de Bellecour,  Rte de Nogent - Adon (D 835)
- Les Bézards*,           Rte des Choux (D 56)
- Les Billonnais*,        Rte des Billonnais
- Le Bois de rivière*,    Rte des Choux (D 56)
- Le Bois Joli*,          Rte des Choux (D 56)
- La Bonne Dame,          Rte de Châtillon-Coligny (D 56)
- La Bordière*,           Rte des Choux (D 56)
- La Boretellière*,       Rte des Choux (D 56)
- Le Bouillon Blanc,      Rte des Choux (D 56)
- Briquemault*,           Rte de Mivoisin (
- Château du Brochard*,   Rte Châtillon - Nogent (D 41)
- Les Bruneaux*,          Rte des Perrins
- Château du Buisson*,    Rte Châtillon - Nogent (D 41)

C
- Les Cerisiers,          Rte Châtillon - Rogny (D 93)
- Champault*,             Rue des Champeaux
- Le Petit Champault*,    Rte de Mivoisin
- Le Colombier*,          Rte Châtillon - Nogent (D 41)
- Les Corneilles,         Rte des Perrins

D
- Les Delors,             Allée de Beaumont (par la rte des Choux)

F
- La Fontaine*,           Rte de Châtillon-Coligny (D 56)
- La Fouetterie*,         Rte des Choux (D 56)
- Les Fourneaux*,         Rte Châtillon - Nogent (D 41)

G
- Les Garniers*,          Rte de Mivoisin section rte Châtillon-Rogny (D 93)
- La Genevraie*,          Rte Châtillon - Nogent (D 41)
- Les Girards,            Rte Châtillon - Rogny (D 93)
- La Grand-Cour*,         Rte des Choux (D 56)
- La Grange Rouge*,       Rte Châtillon - Nogent (D 41)
- Les Guillards*,         Rte des Choux (D 56)
- Les Guinées*,           Rte de Mivoisin

L
- Les Liziards*,          Rte des Choux (D 56)

M
- Les Maisons Brûlées,    Rte des Perrins
- Les Maisons Sèches*,    Rte des Choux (D 56)
- Montbouteille*,         Rte des Choux (D 56)
- Maltaverne,             Chemin de Maltaverne
- Le Moulin Pommier*,     Rte de Mivoisin section rte Châtillon-Rogny (D 93)

P
- Les Paillards*,         Rte des Choux (D 56)
- Petloup,                Rte de Mivoisin
- Les Perrins,            Rte des Perrins
- Les Pointards*,         Rte des Choux (D 56)

Q
- La Quitaillerie*,       Rte des Choux (D 56)

R
- Les Réaux*,             Rte de Mivoisin section rte Châtillon-Rogny (D 93)
- Château de Rivière*,    Rte Châtillon - Rogny (D 93)
- La Ronce*,              Chemin de La Ronce

S
- Les Sablières*,         Rte de Mivoisin
- Sainte-Potentienne*,    Rte Châtillon - Rogny (D 93)

T
- Les Tremblois,          Rte des Perrins

### Géologie et relief

#### Géologie
La commune se situe dans le sud du Bassin parisien, le plus grand des trois bassins sédimentaires français. Cette vaste dépression, occupée dans le passé par des mers peu profondes et des lacs, a été comblée, au fur et à mesure que son socle s’affaissait, par des sables et des argiles, issus de l’érosion des reliefs alentours, ainsi que des calcaires d’origine biologique, formant ainsi une succession de couches géologiques.
Les couches affleurantes sur le territoire communal sont constituées de formations superficielles du Quaternaire et de roches sédimentaires datant du Cénozoïque, l'ère géologique la plus récente sur l'échelle des temps géologiques, débutant il y a 66 millions d'années, et du Mésozoïque, anciennement appelé ére secondaire, qui s'étend de −252,2 à −66,0 Ma. La formation la plus ancienne est de la craie blanche à silex remontant à la période Crétacé. La formation la plus récente est constituée d'alluvions récentes des lits mineurs remontant à l’époque Holocène de la période Quaternaire. Le descriptif de ces couches est détaillé dans  la feuille « n°400 - Châtillon-Coligny » de la carte géologique au 1/50 000ème du département du Loiret, et sa notice associée.

Carte géologique de la commune.

|  | Fz : | alluvions récentes des lits mineurs, Holocène                     |
|  | FC : | alluvions et colluvions du fond des vallées secondaires, Holocène |

|  | Fu :  | alluvions de très haute terrasse de la Loire ('-pré-Loing'-), Pléistocène (Villafranchien), terrasse +40 m |
|  | qOE : | Limons et Loess, Quaternaire                                                                               |

|  | g1CEt : | calcaire d'Étampes, Stampien supérieur |

|  | e7-g1CBr : | calcaires de Gien et de Briare, Éocène supérieur à Oligocène |
|  | e4PN :     | poudingue de Nemours, Paléocène-Éocène inférieur             |

|  | e1-4S :  | formations détritiques (argiles, sables, conglomérats) et Argiles à silex, Paléocène-Éocène inférieur |
|  | e1-4Rc : | complexe argilo-sableux à silex = argiles à silex, Paléocène-Éocène inférieur                         |

|  | c4Cr : | craie blanche à silex, Santonien |
|  | c3Cr : | craie blanche à silex, Coniacien |
|  | c2Cr : | craie blanche à silex, Turonien  |

#### Relief
La superficie cadastrale de la commune publiée par l’Insee, qui sert de références dans toutes les statistiques, est de 40,74 km2,. La superficie géographique, issue de la BD Topo, composante du Référentiel à grande échelle produit par l'IGN, est quant à elle de 40,96 km2.

### Climat
Pour des articles plus généraux, voir Climat du Centre-Val de Loire et Climat du Loiret.
En 2010, le climat de la commune est de type climat océanique dégradé des plaines du Centre et du Nord, selon une étude du CNRS s'appuyant sur une série de données couvrant la période 1971-2000. En 2020, Météo-France publie une typologie des climats de la France métropolitaine dans laquelle la commune est exposée à un climat océanique altéré et est dans la région climatique Centre et contreforts nord du Massif Central, caractérisée par un air sec en été et un bon ensoleillement.
Pour la période 1971-2000, la température annuelle moyenne est de 11 °C, avec une amplitude thermique annuelle de 15,2 °C. Le cumul annuel moyen de précipitations est de 696 mm, avec 11,1 jours de précipitations en janvier et 7,4 jours en juillet. Pour la période 1991-2020, la température moyenne annuelle observée sur la station météorologique de Météo-France la plus proche, sur la commune de Nogent-sur-Vernisson à 7 km à vol d'oiseau, est de 11,7 °C et le cumul annuel moyen de précipitations est de 738,5 mm,. Pour l'avenir, les paramètres climatiques de la commune estimés pour 2050 selon différents scénarios d'émission de gaz à effet de serre sont consultables sur un site dédié publié par Météo-France en novembre 2022.

### Milieux naturels et biodiversité
L’inventaire des zones naturelles d'intérêt écologique, faunistique et floristique (ZNIEFF) a pour objectif de réaliser une couverture des zones les plus intéressantes sur le plan écologique, essentiellement dans la perspective d’améliorer la connaissance du patrimoine naturel national et de fournir aux différents décideurs un outil d’aide à la prise en compte de l’environnement dans l’aménagement du territoire. Le territoire communal de Sainte-Geneviève-des-Bois comprend une ZNIEFF.
| Désignation              | Type   | Superficie    | Description |
| ------------------------ | ------ | ------------- | --- |
| « Marais des Hervésies » | type 1 | 3,21 hectares | La zone est localisée sous une ligne à haute tension traversant un massif boisé. Son altitude varie entre 136 et 137 m. La zone, bien que de faible surface, abrite des faciès diversifiés. Ainsi, il est possible de trouver des pelouses marnicoles (assimilables au Mesobromion erecti) dans lesquelles on rencontre le carex tomenteux (Carex tomentosa), le cirse tubéreux (Cirsium tuberosum) ou encore l'Orchis de Fuchs (Dactylorhiza fuchsii). Au total, vingt-six espèces déterminantes de ZNIEFF ont été recensées sur le site, dont sept sont protégées au niveau régional. |

## Histoire
Datant de la première période (environ -1200 à -1000) du Hallstatt (première période de l'Âge du fer), des sépultures à incinération au lieu-dit la Ronce (bois de la Butte, près du canal en aval) explorées en profondeur au début du XXe siècle. Le tumulus a été érigé par un groupe de même appartenance que celui ayant occupé les sites de Mardié et de Courcelles-en-Montagne.
Ce tumulus est remarquable par sa taille et sa facture exceptionnelles : 72 m de diamètre, plus de 4 m de haut et une construction des plus soignée, le font assimiler aux grands tumulus princiers de la période du Hallstat. Le site est plus connu pour ses artefacts (notamment les vases stamnoïques 2) des tombes secondaires ; pourtant il doit son originalité, outre ses dimensions remarquables, à la situle stamnoïde de sa tombe centrale (celle pour laquelle le tumulus a été créé),.

## Urbanisme

### Typologie
Au 1er janvier 2024, Sainte-Geneviève-des-Bois est catégorisée bourg rural, selon la nouvelle grille communale de densité à sept niveaux définie par l'Insee en 2022.
Elle appartient à l'unité urbaine de Châtillon-Coligny, une agglomération intra-départementale regroupant deux  communes, dont elle est une commune de la banlieue,,. La commune est en outre hors attraction des villes,.

### Occupation des sols
L'occupation des sols de la commune, telle qu'elle ressort de la base de données européenne d’occupation biophysique des sols Corine Land Cover (CLC), est marquée par l'importance des territoires agricoles (71,1 % en 2018), une proportion sensiblement équivalente à celle de 1990 (71,3 %). La répartition détaillée en 2018 est la suivante : 
terres arables (56,5 %), forêts (25,6 %), zones agricoles hétérogènes (8,1 %), prairies (6,5 %), zones urbanisées (3,3 %).
L'évolution de l’occupation des sols de la commune et de ses infrastructures peut être observée sur les différentes représentations cartographiques du territoire : la carte de Cassini (XVIIIe siècle), la carte d'état-major (1820-1866) et les cartes ou photos aériennes de l'IGN pour la période actuelle (1950 à aujourd'hui).

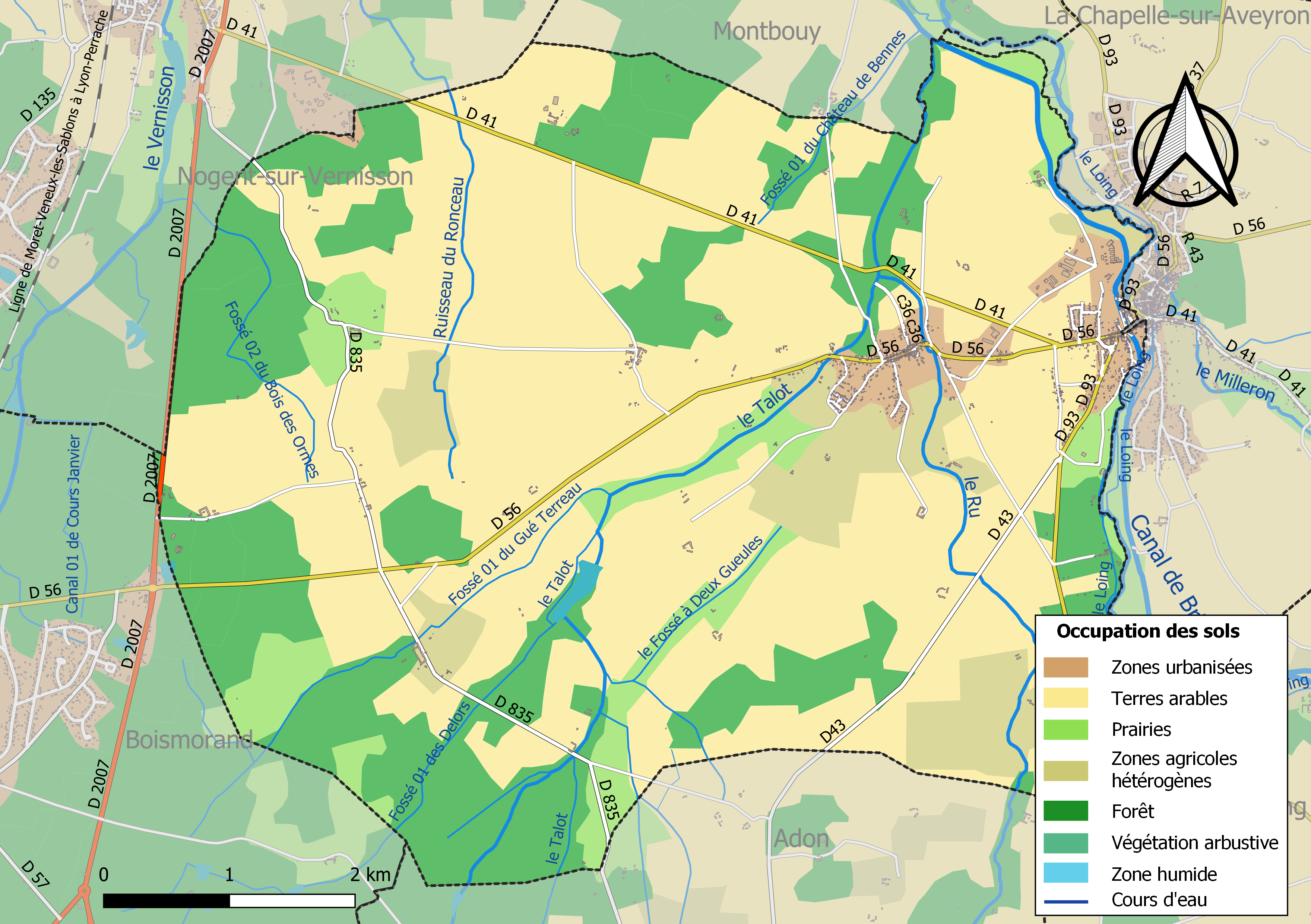
Carte des infrastructures et de l'occupation des sols de la commune en 2018 (CLC).
Carte orthophotographique de la commune en 2016.

### Risques naturels et technologiques
La commune de Sainte-Geneviève-des-Bois est vulnérable à différents aléas naturels : inondations (par débordement du Loing), climatiques (hiver exceptionnel ou canicule), mouvements de terrains ou sismique (sismicité très faible). 
Elle est également exposée à un risque technologique : le risque nucléaire
. Entre 1989 et 2019, six arrêtés ministériels ayant porté reconnaissance de catastrophe naturelle ont été pris pour le territoire de la commune  de Sainte-Geneviève-des-Bois : trois  pour des inondations et coulées de boues et trois pour des mouvements de terrains.

#### Risques naturels
Certaines parties du territoire communal sont exposées aux crues du Loing sur sa partie amont. Celles-ci ainsi que celles de l’Ouanne ont essentiellement lieu aux mois de décembre, janvier et février, qui concentrent l’ensemble des crues majeures, plus rarement en automne (octobre 1896), et au printemps (mai 1836). Les deux crues de référence sont celles de janvier 1910 (3,16 m à Montargis) et de mai-juin 2016 (3,36 m à la même station),. Le risque d'inondation est pris en compte dans l'aménagement du territoire de la commune par le biais du Plan de prévention du risque inondation (PPRI) Loing Amont approuvé le 3 août 2012 par arrêté préfectoral et annulé par décision du Conseil d’État le 5 décembre 2016.
Le territoire de la commune peut également être concerné par un risque d'effondrement de cavités souterraines non connues. Une cartographie départementale de l'inventaire des cavités souterraines et des désordres de surface a été réalisée. Il a été recensé sur la commune plusieurs effondrements de cavités.
Par ailleurs, le sol du territoire communal peut faire l'objet de mouvements de terrain liés à la sécheresse. Le phénomène de retrait-gonflement des argiles est la conséquence d'un changement d'humidité des sols argileux. Les argiles sont capables de fixer l'eau disponible mais aussi de la perdre en se rétractant en cas de sécheresse. Ce phénomène peut provoquer des dégâts très importants sur les constructions (fissures, déformations des ouvertures) pouvant rendre inhabitables certains locaux. Celui-ci a particulièrement affecté le Loiret après la canicule de l'été 2003. Une grande partie du territoire de la commune est soumis à un aléa « moyen » face à ce risque, selon l'échelle définie par le Bureau de recherches géologiques et minières (BRGM).
Depuis le 22 octobre 2010, la France dispose d’un nouveau zonage sismique divisant le territoire national en cinq zones de sismicité croissante. La commune, à l’instar de l’ensemble du département,  est concernée par un risque très faible.

#### Risques technologiques
En cas d’accident grave, certaines installations nucléaires sont susceptibles de rejeter dans l’atmosphère de l’iode radioactif. La commune se situe partiellement à l'intérieur du périmètre de 20 km du Plan particulier d'intervention de la centrale nucléaire de Dampierre. À ce titre les habitants de la commune, comme tous ceux résidant dans le périmètre proche de 20 km de la centrale ont bénéficié, à titre préventif, d'une distribution de comprimés d’iode stable dont l’ingestion avant rejet radioactif permet de pallier les effets sur la thyroïde d’une exposition à de l’iode radioactif. En cas d'incident ou d'accident nucléaire, des consignes de confinement ou d'évacuation peuvent être données et les habitants peuvent être amenés à ingérer, sur ordre du préfet, les comprimés en leur possession.

## Politique et administration

### Découpage territorial

#### Bloc communal: Commune et intercommunalités
La paroisse et bourg de Sainte-Geneviève acquiert le statut de municipalité avec le  décret du 12 novembre 1789 de l'Assemblée Nationale puis celui de « commune », au sens de l'administration territoriale actuelle, par le décret de la Convention nationale du 10 brumaire an II (31 octobre 1793). Il faut toutefois attendre la loi du 5 avril 1884 sur l'organisation municipale pour qu'un régime juridique uniforme soit défini pour toutes les communes de France, point de départ de l’affirmation progressive des communes face au pouvoir central. Entre 1790 et 1794 la commune absorbe la commune de Briquemault.

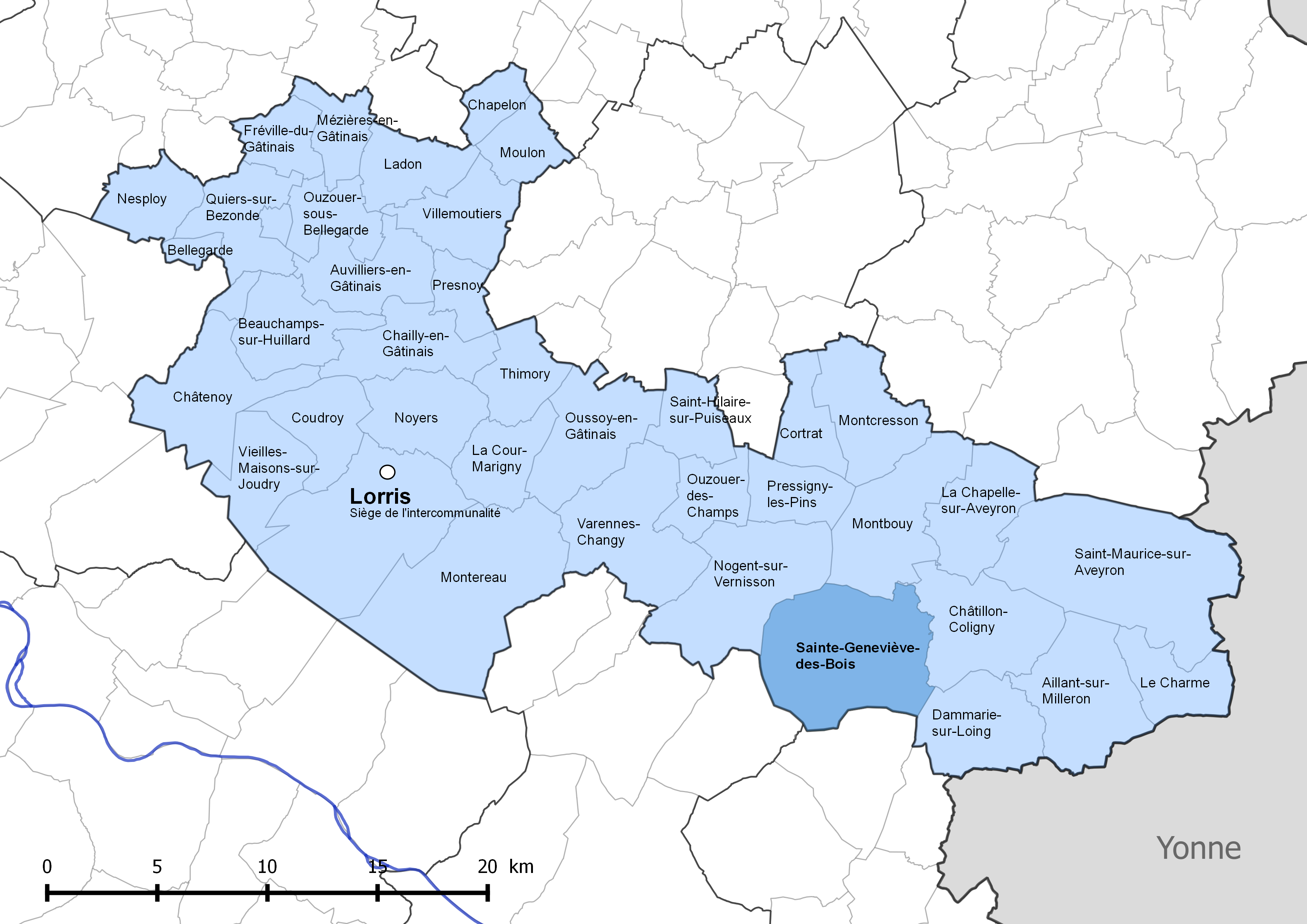
Localisation de la commune de Sainte-Geneviève-des-Bois dans la communauté de communes Canaux et forêts en Gâtinais.

La communauté des Quatre-Rivières ou district urbain de Châtillon-Coligny, créé le 6 juillet 1965,  est transformée en communauté de communes de Châtillon-Coligny par arrêté préfectoral du 26 décembre 2001. Sainte-Geneviève-des-Bois fait alors partie des douze communes qui composent cette nouvelle intercommunalité. La commune appartient à d'autres établissements publics de coopération intercommunale, de type syndicats ou autres regroupements intercommunaux. Le découpage territorial de ces structures est en constante évolution dans une perspective de rationalisation et d'efficience des services.
Afin de renforcer et réduire le nombre d'intercommunalités en France, la loi du 7 août 2015 portant nouvelle organisation territoriale de la République (dite loi NOTRe) fait passer le seuil démographique minimal de 5 000 à 15 000 habitants pour constituer une intercommunalité, sauf exceptions. Le schéma départemental de coopération intercommunale du Loiret est arrêté sur ces bases le 30 mars 2016 et le nombre d'établissements publics de coopération intercommunale à fiscalité propre passe dans le département du Loiret de 28 (2 communautés d'agglomération et 26 communautés de communes) à 16 (deux communautés d'agglomération et 14 communautés de communes dont une interdépartementale). Les communautés de communes du canton de Lorris et canton de Châtillon-Coligny et du Bellegardois fusionnent ainsi à compter du 1er janvier 2017 en une seule entité : la communauté de communes Canaux et forêts en Gâtinais, dont le siège est à Lorris. Cette nouvelle intercommunalité comprend 38 communes dont  Sainte-Geneviève-des-Bois.

#### Circonscriptions de rattachement
Sous l'Ancien Régime, à la veille des États généraux de 1789, la paroisse de Sainte-Geneviève-des-Bois était rattachée sur le plan ecclésiastique de l'ancien diocèse de Sens et sur le plan judiciaire au bailliage de Montargis.
La loi du 22 décembre 1789 divise le pays en 83 départements découpés chacun en six à neuf districts eux-mêmes découpés en cantons regroupant des communes. Les districts, tout comme les départements, sont le siège d’une administration d’État et constituent à ce titre des circonscriptions administratives. La commune de Sainte-Geneviève-des-Bois est alors incluse dans le canton de Chatillon, le district de Montargis et le département du Loiret.
La recherche d’un équilibre entre la volonté d’organiser une administration dont les cadres permettent l’exécution et le contrôle des lois d’une part, et la volonté d’accorder une certaine autonomie aux collectivités de base (paroisses, bourgs, villes) d’autre part, s’étale de 1789 à 1838. Les découpages territoriaux évoluent ensuite au gré des réformes visant à décentraliser ou recentraliser l'action de l'État. La régionalisation fonctionnelle des services de l'État (1945-1971) aboutit à la création de régions. L'acte I de la décentralisation de 1982-1983 constitue une étape importante en donnant l'autonomie aux collectivités territoriales, régions, départements et communes. L'acte II intervient en 2003-2006, puis l'acte III en 2012-2015.
Le tableau suivant présente les rattachements, au niveau infra-départemental, de la commune de Sainte-Geneviève-des-Bois aux différentes circonscriptions administratives et électorales ainsi que l'historique de l'évolution de leurs territoires.
| Circonscription             | Nom                 | Période   | Type                         | Évolution du découpage territorial |
| --------------------------- | ------------------- | --------- | ---------------------------- | --- |
| District                    | Montargis           | 1790-1795 | Administrative               | La commune est rattachée au district de Montargis de 1790 à 1795,. La Constitution du 5 fructidor an III, appliquée à partir de vendémiaire an IV (1795) supprime les districts, rouages administratifs liés à la Terreur, mais maintient les cantons qui acquièrent dès lors plus d'importance. |
| Canton                      | Chatillon (Coligny) | 1790-1801 | Administrative et électorale | Le 10 février 1790, la municipalité de Sainte-Geneviève-des-Bois est rattachée au canton de Chatillon (Coligny). Les cantons acquièrent une fonction administrative avec la disparition des districts en 1795. |
| Canton                      | Châtillon-sur-Loing | 1801-2015 | Administrative et électorale | Sous le Consulat, un redécoupage territorial visant à réduire le nombre de justices de paix ramène le nombre de cantons dans le Loiret de 59 à 31. Sainte-Geneviève-des-Bois est alors rattachée par arrêté du 9 vendémiaire an X (30 septembre 1801) au canton de Châtillon-sur-Loing,, qui devient canton de Châtillon-Coligny en 1896. |
| Canton                      | Lorris              | 2015-     | Électorale                   | La loi du 17 mai 2013 et ses décrets d'application publiés en février et mars 2014 introduisent un nouveau découpage territorial pour les élections départementales. La commune est alors rattachée au nouveau canton de Lorris. Depuis cette réforme, plus aucun service de l'État n'exerce sa compétence sur un territoire s'appuyant sur le nouveau découpage cantonal. Le canton a disparu en tant que circonscription administrative de l'État ; il est désormais uniquement une circonscription électorale dédiée à l'élection d'un binôme de conseillers départementaux siégeant au conseil départemental. |
| Arrondissement              | Montargis           | 1801-     | Administrative               | Sainte-Geneviève-des-Bois est rattachée à l'arrondissement de Montargis depuis sa création en 1801,. |
| Circonscription législative | 4e circonscription  | 2010-     | Électorale                   | Lors du découpage législatif de 1986, le nombre de circonscriptions législatives passe dans le Loiret de 4 à 5. Un nouveau redécoupage intervient en 2010 avec la loi du 23 février 2010. En attribuant un siège de député « par tranche » de 125 000 habitants, le nombre de circonscriptions par département varie désormais de 1 à 21,. Dans le Loiret, le nombre de circonscriptions passe de cinq à six. La réforme n'affecte pas Sainte-Geneviève-des-Bois qui reste rattachée à la quatrième circonscription.                                                                                              |

#### Collectivités de rattachement
La commune de Sainte-Geneviève-des-Bois est rattachée au département du Loiret et à la région Centre-Val de Loire, à la fois circonscriptions administratives de l'État et collectivités territoriales.

### Politique et administration municipales

#### Conseil municipal et maire
Depuis les élections municipales de 2014, le conseil municipal de Sainte-Geneviève-des-Bois, commune de plus de 1 000 habitants, est élu au scrutin proportionnel de liste à deux tours (sans aucune modification possible de la liste), pour un mandat de six ans renouvelable. Il est composé de 15 membres. L'exécutif communal est constitué par le maire, élu par le conseil municipal, parmi ses membres, pour un mandat de six ans, c'est-à-dire pour la durée du mandat du conseil.
| Période                                  | Période  | Identité         | Étiquette | Qualité |
| ---------------------------------------- | -------- | ---------------- | --------- | --- |
| ?                                        | ?        | Louis d'Eichthal |           | Capitaine, ancien officier d'ordonnance du Général Bourbaki Ancien Inspecteur des Forêts de la Couronne Conseiller général du canton de Lorris (1874-?) |
| 2001                                     | 2008     | André Jean       |           | |
| 2008                                     | 2014     | Nicole Peot      |           | |
| mars 2014                                | En cours | André Jean,      |           | ancien cadre |
| Les données manquantes sont à compléter. |          |                  |           | |

## Équipements et services

### Environnement

#### Gestion des déchets
En  2016, la commune est membre du syndicat mixte de collecte et de traitement des ordures ménagères des cantons de Gien, Châtillon Coligny, Briare et Châtillon-sur-Loire (SMICTOM). Celui-ci assure la collecte et le traitement des ordures ménagères résiduelles, des emballages ménagers recyclables  et des encombrants en porte à porte et du verre en points d’apport volontaire. Un réseau de sept déchèteries, dont une est située sur le territoire communal, accueille les encombrants et autres déchets spécifiques (déchets verts, déchets dangereux, gravats, ferraille, cartons…),. L'élimination et la valorisation énergétique des déchets ménagers et de ceux issus de la collecte sélective sont effectuées par le SYCTOM de Gien-Châteauneuf-sur-Loire qui comprend un centre de transfert de déchets ménagers et un centre de stockage de déchets ultimes (CSDU) de classe II à Saint-Aignan-des-Gués ainsi qu'une usine d’incinération des ordures ménagères à Gien-Arrabloy
Depuis le 1er janvier 2017, la « gestion des déchets ménagers » ne fait plus partie des compétences de la commune mais est une compétence obligatoire de la communauté de communes Canaux et Forêts en Gâtinais en application de la loi NOTRe du 7 août 2015.

#### Production et distribution d'eau
Le service public d’eau potable est une compétence obligatoire des communes depuis l’adoption de la loi du 30 décembre 2006 sur l’eau et les milieux aquatiques. Au 31 décembre 2016, la production et la distribution de l'eau potable sur le territoire communal sont assurées par le Groupement Intercommunal de Châtillon - Sainte-Geneviève, un syndicat créé en 2005 desservant deux communes : Châtillon-Coligny et Sainte-Geneviève-des-Bois, ,.
La loi NOTRe du 7 août 2015 prévoit que le transfert des compétences « eau et assainissement » vers les communautés de communes sera obligatoire à compter du 1er janvier 2020. Le transfert d’une compétence entraîne  de  facto la mise à disposition gratuite de plein droit des biens, équipements et services publics utilisés, à la date du transfert, pour l'exercice de ces compétences et la substitution de la communauté dans les droits et obligations des communes,.

#### Assainissement
La compétence assainissement, qui recouvre obligatoirement la collecte, le transport et l’épuration des eaux usées, l’élimination des boues produites, ainsi que le contrôle des raccordements aux réseaux publics de collecte, est assurée   par le Groupement Intercommunal de Châtillon - Sainte-Geneviève,,.
La commune est raccordée à une station d'épuration située sur le territoire de la commune de Châtillon-Coligny, mise en service le 1er janvier 1989 et dont la capacité nominale de traitement est de  3 500 EH, soit 525 m3/jour. Cet équipement utilise un procédé d'épuration biologique dit « à boues activées ». Son exploitation est assurée en 2017 par Véolia eau,.
L’assainissement non collectif (ANC) désigne les installations individuelles de traitement des eaux domestiques qui ne sont pas desservies par un réseau public de collecte des eaux usées et qui doivent en conséquence traiter elles-mêmes leurs eaux usées avant de les rejeter dans le milieu naturel. La communauté de communes de Châtillon-Coligny a créé, par délégation de ses communes adhérentes, le 31 décembre 2005 le service public d'assainissement non collectif (SPANC). Celui-ci a pour mission de contrôler les installations neuves et existantes, la mise en place d’un service de vidange et la réhabilitation des installations,. Depuis le 1er janvier 2017, c'est la communauté de communes Canaux et Forêts en Gâtinais, issue de la fusion de la communauté de communes du canton de Lorris, de la communauté de communes de Châtillon-Coligny et de la communauté de communes du Bellegardois, qui assure, par substitution, le SPANC.

## Population et société

### Démographie
L'évolution du nombre d'habitants est connue à travers les recensements de la population effectués dans la commune depuis 1793. Pour les communes de moins de 10 000 habitants, une enquête de recensement portant sur toute la population est réalisée tous les cinq ans, les populations de référence des années intermédiaires étant quant à elles estimées par interpolation ou extrapolation. Pour la commune, le premier recensement exhaustif entrant dans le cadre du nouveau dispositif a été réalisé en 2005.
En 2022, la commune comptait 1 062 habitants, en évolution de −1,67 % par rapport à 2016 (Loiret : +1,89 %, France hors Mayotte : +2,11 %).
| 1793 | 1800 | 1806 | 1821 | 1831  | 1836  | 1841  | 1846  | 1851  |
| ---- | ---- | ---- | ---- | ----- | ----- | ----- | ----- | ----- |
| 888  | 909  | 895  | 944  | 1 063 | 1 129 | 1 057 | 1 201 | 1 254 |

| 1856  | 1861  | 1866  | 1872  | 1876  | 1881  | 1886  | 1891  | 1896  |
| ----- | ----- | ----- | ----- | ----- | ----- | ----- | ----- | ----- |
| 1 156 | 1 263 | 1 267 | 1 234 | 1 253 | 1 286 | 1 386 | 1 324 | 1 200 |

| 1901  | 1906  | 1911  | 1921 | 1926 | 1931 | 1936 | 1946 | 1954 |
| ----- | ----- | ----- | ---- | ---- | ---- | ---- | ---- | ---- |
| 1 194 | 1 161 | 1 070 | 925  | 918  | 872  | 880  | 986  | 949  |

| 1962 | 1968 | 1975 | 1982  | 1990 | 1999 | 2005  | 2006  | 2010  |
| ---- | ---- | ---- | ----- | ---- | ---- | ----- | ----- | ----- |
| 734  | 812  | 879  | 1 046 | 952  | 990  | 1 103 | 1 064 | 1 081 |

| 2015  | 2020  | 2022  | - | - | - | - | - | - |
| ----- | ----- | ----- | - | - | - | - | - | - |
| 1 083 | 1 065 | 1 062 | - | - | - | - | - | - |

## Culture locale et patrimoine

### Lieux et monuments
- L'église ;
- Les châteaux de Bellecour, des Bezards, de Bois Joly, de Briquemault, du Brochard, du Buisson, des Godeaux, de Rivière ;
- Le tumulus de La Ronce.

Lieux et monuments du bourg
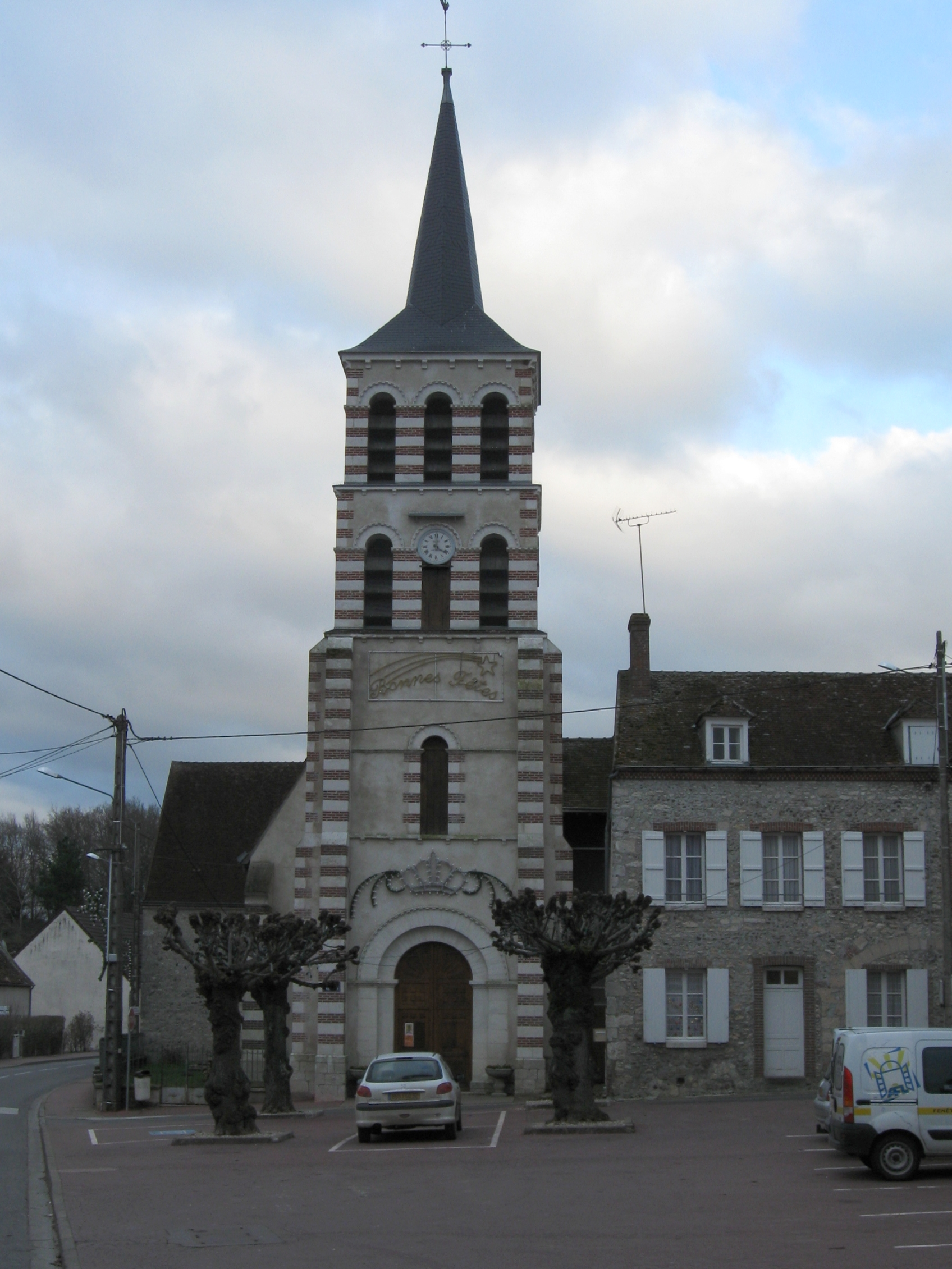
L'église de Sainte-Geneviève-des-Bois.
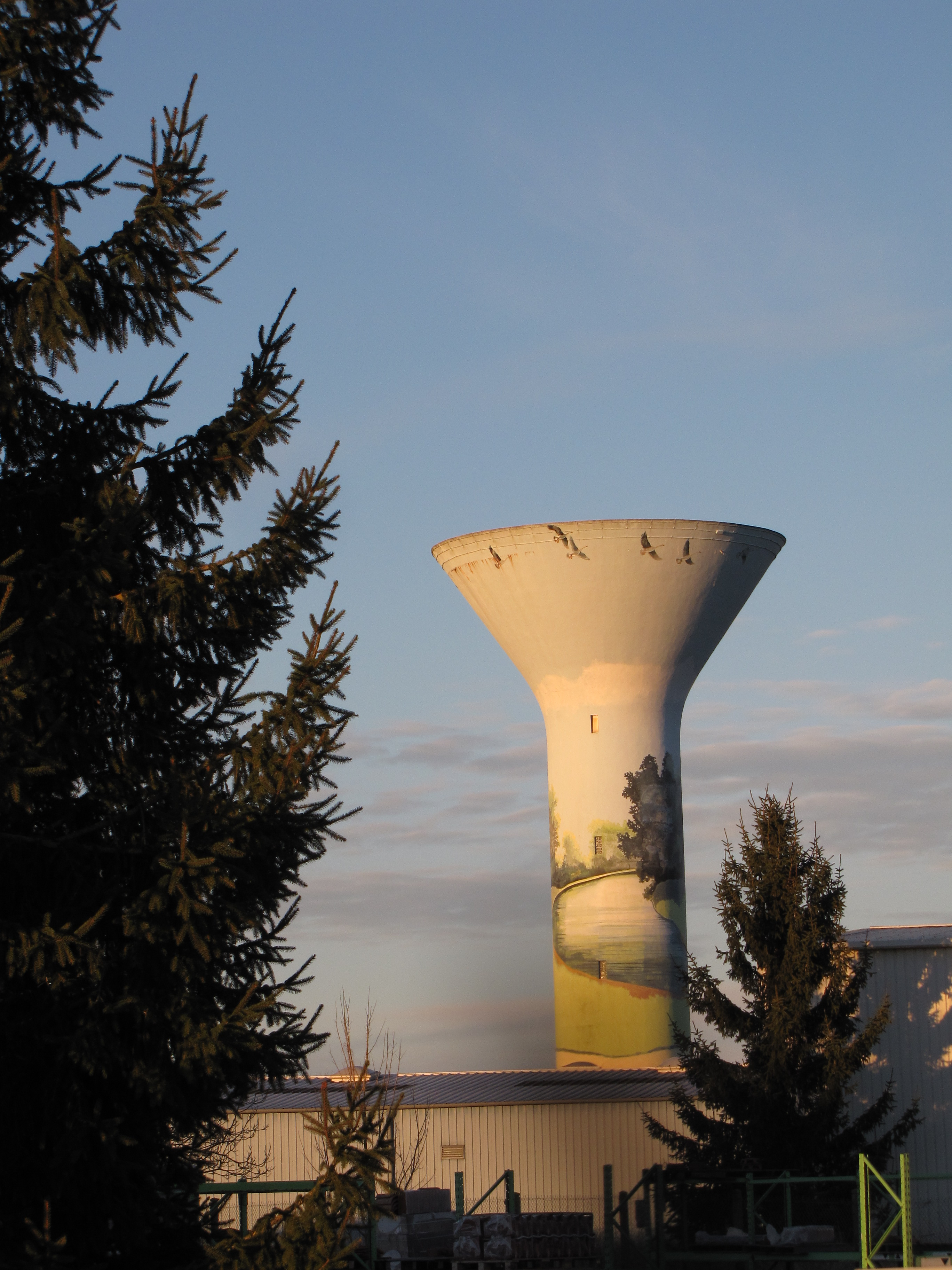
Le château d'eau et sa fresque du canal de Briare avec son vol d'oies.